# دختران خریدنی
دختران خریدنی (انگلیسی: Girls to Buy) با نامِ اصلیِ دخترانی از دوبی (لهستانی: Dziewczyny z Dubaju) یک فیلم درام اِروتیک لهستانی به کارگردانی ماریا سادوفسکا است که در سال ۲۰۲۱ منتشر شد.

## گزیدهٔ بازیگران
- کاتاژینا فیگورا
- یان انگلرت
- جولیو بروتی
- پائولینا گاوونسکا
- کاتاژینا سافچوک
- اولگا کالیتسکا
- یوزف پاوْوُفسکی
- بئاتا شچیباکوفنا
- میخاو وُدارچیک